# جداسازی اکسایشی-کاهشی پلوتونیوم و اورانیوم
جداسازی اکسایشی-کاهشی پلوتونیوم-اورانیوم یا پورکس (انگلیسی: PUREX) یک روش شیمیایی برای خالص‌سازی سوخت یا سلاح هسته‌ای است. پورکس مخفف عبارت („Plutonium-Uranium Recovery by Extraction“) است.

## تاریخچه
پورکس در سال ۱۹۴۷ میلادی توسط هربرت اندرسون و لاری اسپری به عنوان بخشی از پروژه منهتن و تحت رهبری گلن سیبورگ در دانشگاه شیکاگو ایالات متحده آمریکا، مورد اکتشاف قرار گرفت.

## فرایند
فرایند پورکس یک واکنشجداسازی مایع-مایع با جایگزینی یون است که برای بازیابی اورانیوم و پلوتونیوم اولیه به صورت مستقل از بقیهٔ اجزاء است. در روش امروزی پورکس، از مخلوطی شامل هیدروکربن و تری‌بوتیل فسفات برای جداسازی اورانیوم و پلوتونیوم به صورت منفک از نیتریک‌اسید بهره گرفته می‌شود. این استخراج نمک‌های نیترات، از نوع حلال‌پوشی است.
برای نمونه در واکنش زیر، پلوتونیوم، با کمک گوگرد که عامل جداسازی است، استخراج گردیده‌است:
Pu4+aq + 4NO3−aq + 2Sorganic --> [Pu(NO3)4S2]organic

## نگارخانه

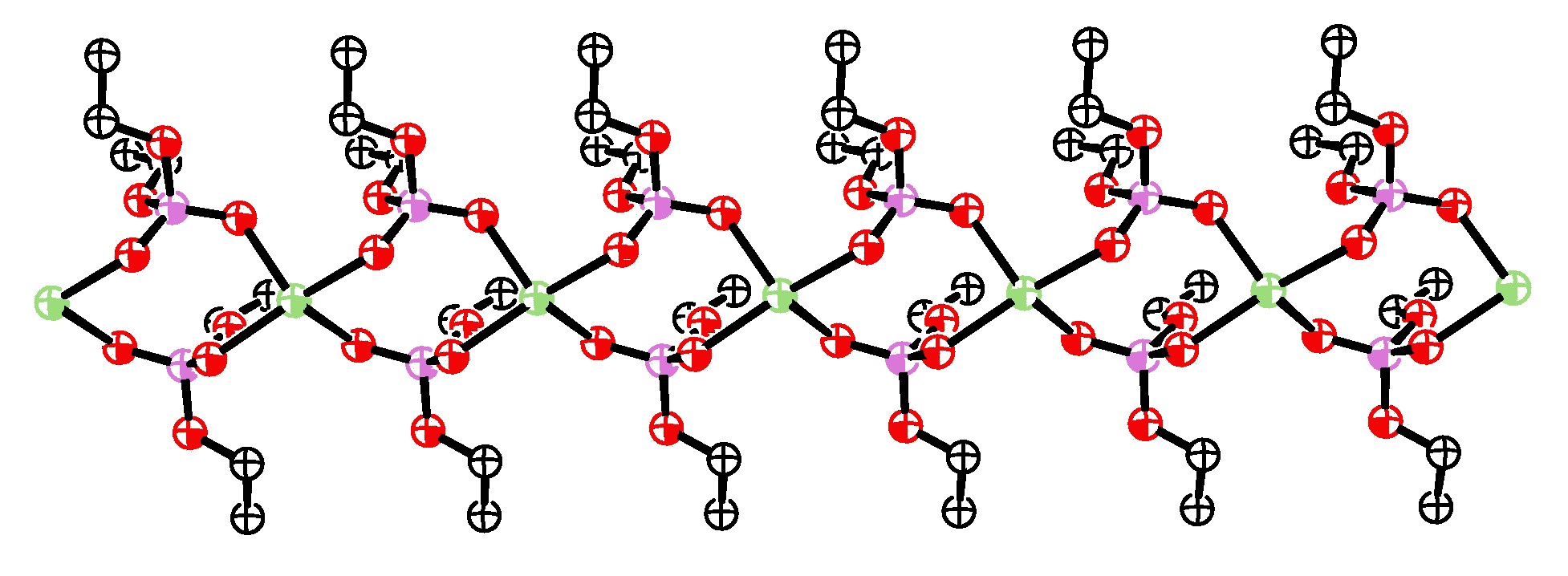
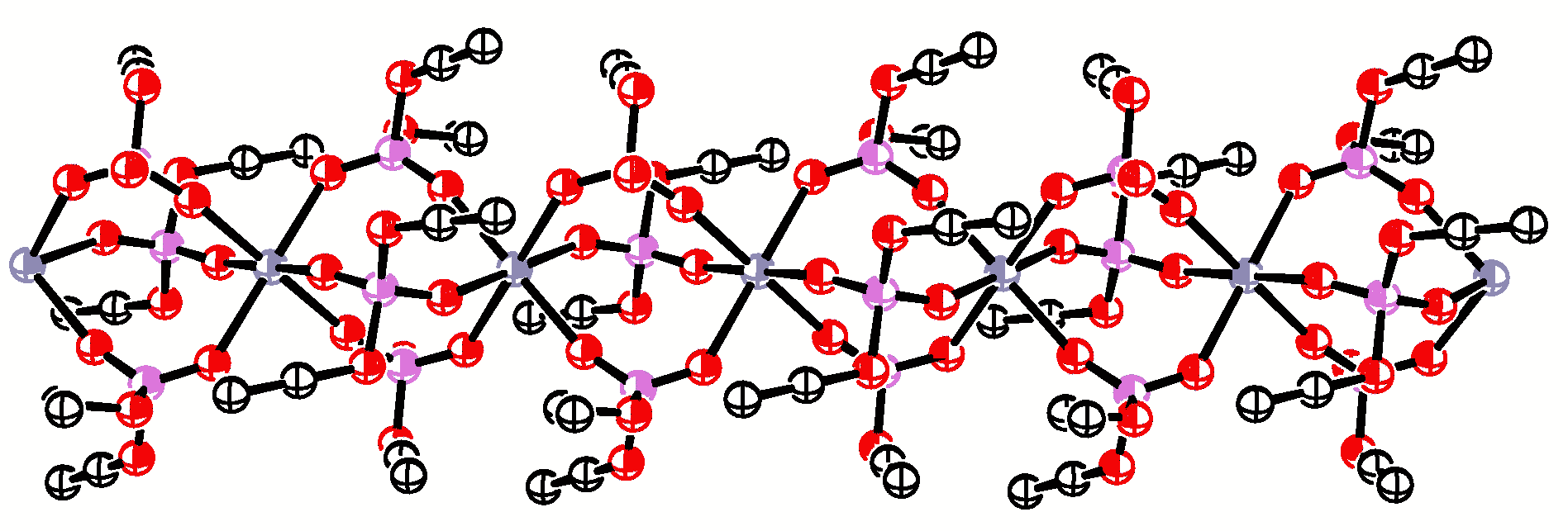